# Lac-Saint-Jean-Est
A Regionalidade Municipal do Condado de Lac-Saint-Jean-Est está situada na região de Saguenay-Lac-Saint-Jean na província canadense de Quebec. Com uma área de mais de dezoito mil quilómetros quadrados, tem, segundo dados de 2006, uma população de cerca de cinquenta mil pessoas sendo comandada pela cidade de Alma. Ela foi formalmente criada em 1 de janeiro de 1982, sendo composta por 18 municipalidades: 3 cidades, 8 municípios, 2 freguesia 1 aldeia e 4 território não organizado. 

## Municipalidades

### Cidades
- Alma
- Desbiens
- Métabetchouan–Lac-à-la-Croix

### Municípios
- Hébertville
- Labrecque
- Lamarche
- Saint-Bruno
- Saint-Gédéon
- Saint-Ludger-de-Milot
- Saint-Nazaire
- Sainte-Monique

### Freguesias
- L'Ascension-de-Notre-Seigneur
- Saint-Henri-de-Taillon

### Aldeia
- Hébertville-Station

### Territórios não Organizados
- Belle-Rivière
- Lac-Achouakan
- Lac-Moncouche
- Mont-Apica